# Kruštík

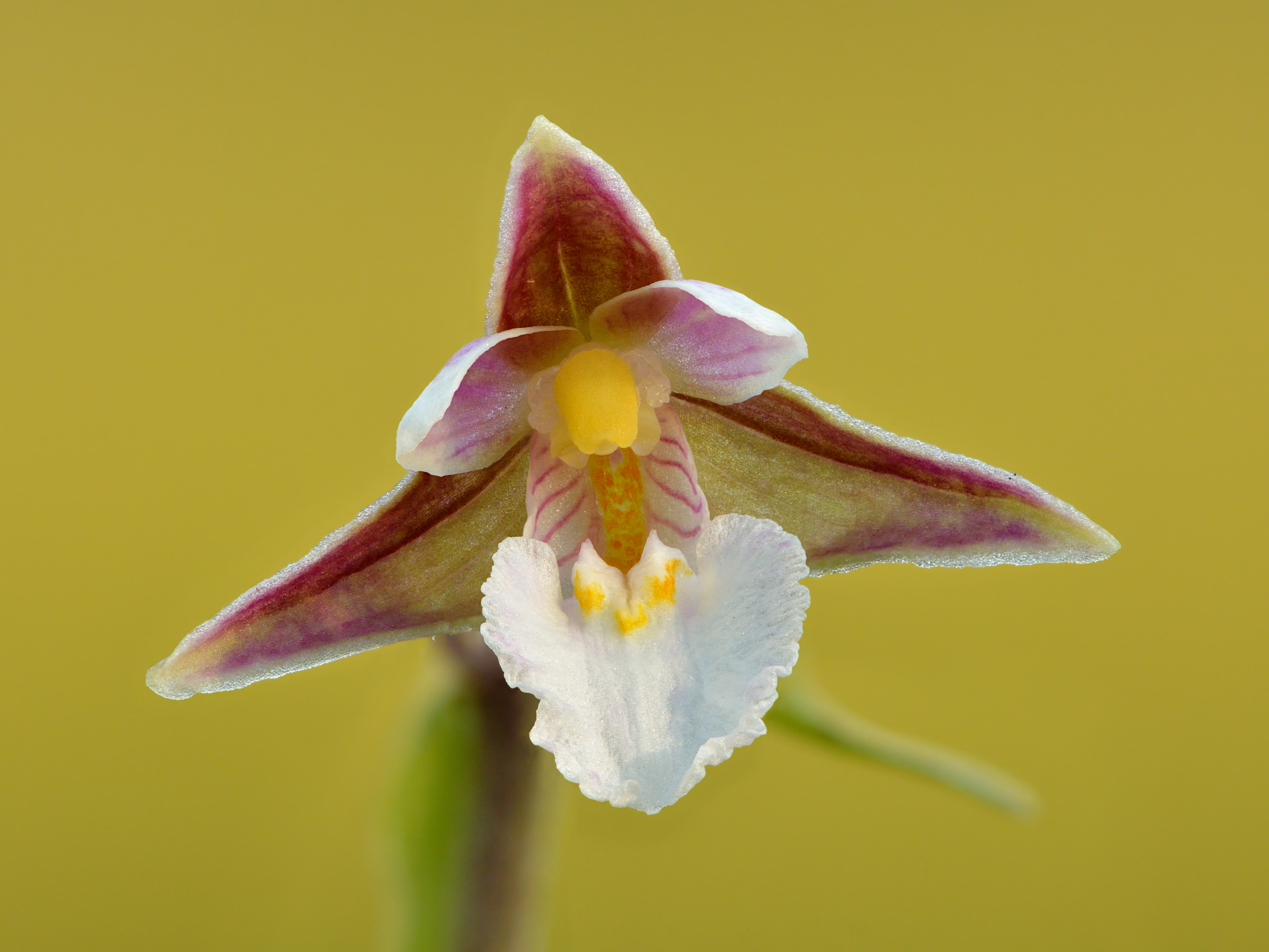
Epipactis palustris

Kruštík (Epipactis) je rozsáhlý rod jednoděložných rostlin z čeledi vstavačovitých.
Do rodu kruštík se řadí asi 70 druhů rostoucích v mírném pásu nebo v subtropech. 17 zástupců z rodu Epipactis je zastoupeno v České republice. Rostliny obvykle rostou na světlých místech v lese a vyhledávají vlhčí prostředí bohaté na vápník. Zástupci s nižším obsahem chlorofylu v pletivech mají namodralou barvu.

## Druhy
uvedeny druhy, které rostou nebo rostly na území České republiky
- Kruštík polabský (Epipactis albensis)
- Kruštík tmavočervený (Epipactis atrorubens)
- Kruštík Greuterův (Epipactis greuteri)
- Kruštík širolistý pravý (Epipactis helleborine)
- Kruštík širolistý oddálený (Epipactis helleborine subsp. orbicularis)
- Kruštík ostrokvětý (Epipactis leptochila)
- Kruštík ostrokvětý přehlížený (Epipactis leptochila subsp. neglecta)
- Kruštík Leuteův (Epipactis leutei)
- Kruštík drobnolistý (Epipactis microphylla )
- Kruštík moravský (Epipactis moravica)
- Kruštík růžkatý (Epipactis muelleri)
- Kruštík bahenní (Epipactis palustris)
- Kruštík pontický (Epipactis pontica)
- Kruštík příbuzný (Epipactis pseudopurpurata)
- Kruštík modrofialový (Epipactis purpurata)
- Kruštík Tallósův (Epipactis tallosii)
- Kruštík Voethův (Epipactis voethii)